# Équipe cycliste Quantec-Indeland
L'équipe cycliste Quantec-Indeland est une équipe cycliste allemande qui a existé de 2001 à 2013. Elle participe aux circuits continentaux de cyclisme et en particulier l'UCI Europe Tour.

## Classements UCI
L'équipe participe aux épreuves des circuits continentaux et principalement les courses du calendrier de l'UCI Europe Tour. Le tableau ci-dessous présente les classements de l'équipe sur les circuits, ainsi que son meilleur coureur au classement individuel. 
UCI Africa Tour
| Saison | Classement par équipes | Meilleur coureur au classement individuel |
| ------ | ---------------------- | ----------------------------------------- |
| 2009   | 15e                    | Björn Glasner (88e)                       |

UCI America Tour
| Saison | Classement par équipes | Meilleur coureur au classement individuel |
| ------ | ---------------------- | ----------------------------------------- |
| 2010   | 31e                    | Marcel Meisen (222e)                      |
| 2011   | 32e                    | Marcel Meisen (230e)                      |

UCI Asia Tour
| Saison | Classement par équipes | Meilleur coureur au classement individuel |
| ------ | ---------------------- | ----------------------------------------- |
| 2011   | 28e                    | David Kopp (110e)                         |
| 2012   | 51e                    | Matthias Bertling (138e)                  |
| 2013   | 58e                    | Michael Kurth (181e)                      |

UCI Europe Tour
| Saison | Classement par équipes | Meilleur coureur au classement individuel |
| ------ | ---------------------- | ----------------------------------------- |
| 2010   | 102e                   | Luc Hagenaars (780e)                      |
| 2011   | 65e                    | Patrick Bercz (309e)                      |
| 2012   | 107e                   | Michael Kurth (750e)                      |

## Quantec-Indeland en 2013

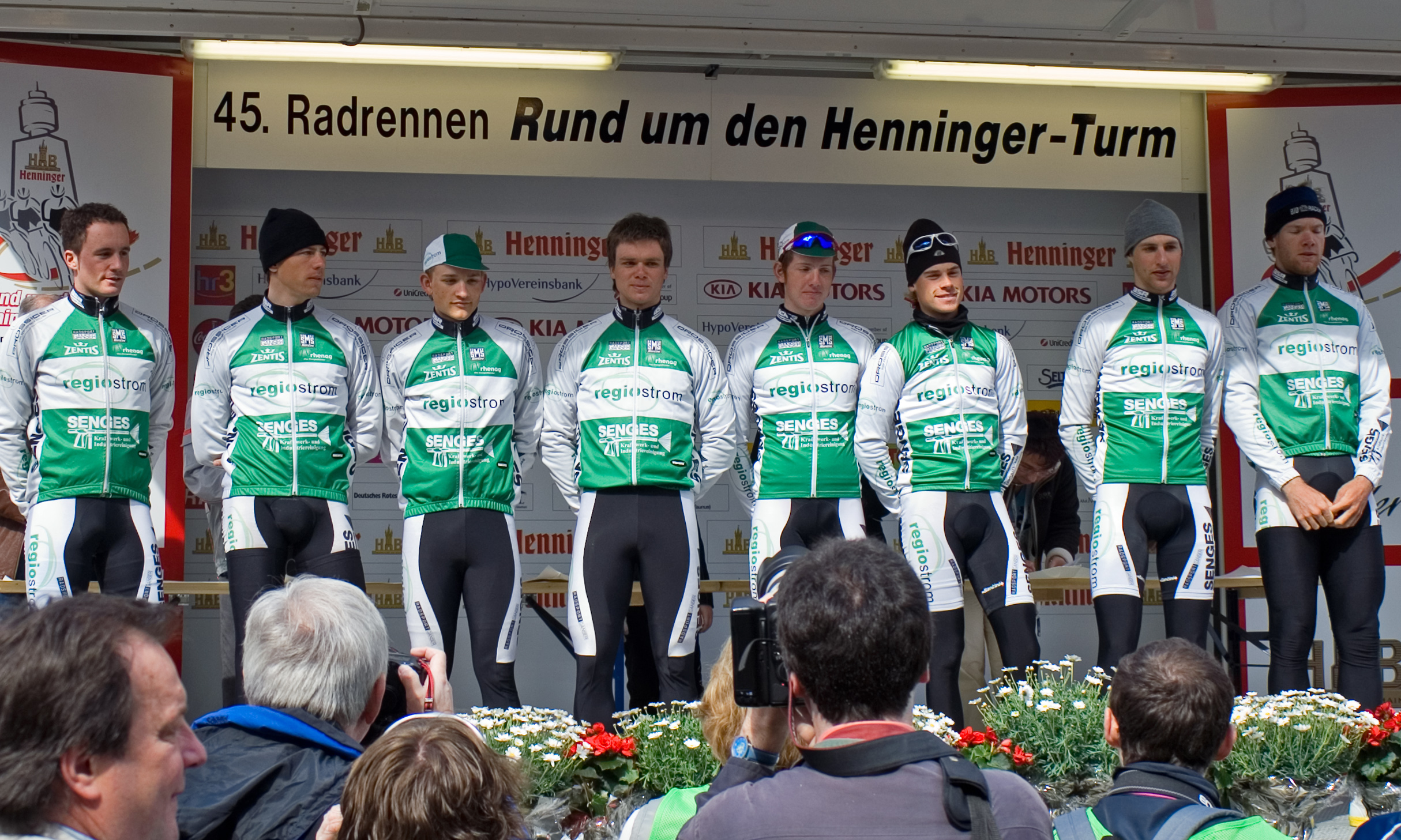
L'équipe en 2006 sur le Grand Prix de Francfort

| Coureur               | Date de naissance | Nationalité | Équipe 2012          | Équipe 2014            |
| --------------------- | ----------------- | ----------- | -------------------- | ---------------------- |
| André Benoit          | 02.08.1989        | Allemagne   | Heizomat             | Kuota                  |
| Matthias Bertling     | 06.07.1987        | Allemagne   | Eddy Merckx-Indeland |                        |
| Julian Hellmann       | 20.12.1990        | Allemagne   | Eddy Merckx-Indeland |                        |
| Gerald Henrichsen     | 04.07.1992        | Allemagne   |                      |                        |
| Michael Kurth         | 18.02.1986        | Allemagne   | Eddy Merckx-Indeland | Kuota                  |
| Luc Loozen            | 08.09.1990        | Pays-Bas    |                      |                        |
| Andreas Miessen       | 09.07.1992        | Allemagne   |                      |                        |
| Florian Monreal       | 23.05.1986        | Allemagne   | Eddy Merckx-Indeland | Kuota                  |
| Alexander Nordhoff    | 25.10.1989        | Allemagne   | Eddy Merckx-Indeland |                        |
| Kim-Simon Nottebohm   | 30.03.1993        | Allemagne   | Eddy Merckx-Indeland |                        |
| Ron Pfeifer           | 23.07.1991        | Allemagne   |                      |                        |
| Robert Retschke       | 17.12.1980        | Allemagne   | Eddy Merckx-Indeland | Kuota                  |
| Thomas Schneider      | 26.01.1993        | Allemagne   | Eddy Merckx-Indeland |                        |
| Raymond Werst         | 23.07.1987        | Pays-Bas    |                      |                        |
| Daniel Westmattelmann | 31.10.1987        | Allemagne   | Eddy Merckx-Indeland | Kuota                  |
| Justin Wolf           | 15.10.1992        | Allemagne   |                      | Bike Aid-Ride for help |